# كريس كارتر (لاعب كرة قدم أمريكية أمريكي)
كريس كارتر (بالإنجليزية: Chris Carter)‏ هو لاعب كرة قدم أمريكية أمريكي، ولد في 6 أبريل 1989 في لوس أنجلوس في الولايات المتحدة.

## وصلات خارجية
- كريس كارتر (لاعب كرة قدم أمريكية أمريكي) على موقع إي إس بي إن.كوم (أن.أف.أل)3
- كريس كارتر (لاعب كرة قدم أمريكية أمريكي) على موقع مرجع كرة القدم المحترفة.كوم (الإنجليزية)